# Introversion Software

Introversion Software es una empresa de videojuegos del Reino Unido.

## Historia
La compañía fue fundada en el 2001 por tres amigos, Chris Delay; Mark Morris; y Thomas Arundel, que se conocieron en los estudios de posgrado de Imperial College London.
La compañía en sus comienzos se autodenominó "el último de los dormitorios de programadores", puesto que el equipo trabajaba desde casa en lugar de desde una oficina - finalmente se mudaron a una oficina mientras trabajaban en su cuarto juego, Multiwinia. Su primer juego, Uplink, fue diseñado y programado casi exclusivamente por Chris, mientras que Mark y Tom se encargaron del marketing, materiales y otros aspectos del 'negocio'. Una pequeña inversión inicial les permitió adquirir CD-Rs y cartuchos de impresora. Las copias iniciales del juego fueron realizadas a mano. La compañía pudo recuperar toda la inversión inicial a las pocas horas de recibir las primeras solicitudes, formándose una gran comunidad y permitiendo al equipo, (junto con un nuevo programador, Andy Bainbridge) , comenzar a trabajar en dos nuevos juegos: Darwinia y DEFCON.
Darwinia fue publicado con buenas críticas y fue reeditado posteriormente via Steam el 14 de diciembre de 2005. Uplink se añadió a la lista de sus títulos disponibles en Steam en verano de 2006. El 29 de septiembre de 2006, Introversion Software publicó su tercer juego, DEFCON. Poco después de su lanzamiento, Introversion midió por primera su ancho de banda en terabytes. Tras lanzar DEFCON Introversion comenzó a desarrollar casi de manera inmediata su cuarto juego: Subversion. De todos modos, su cuarto juego resultó ser Multiwinia, un juego multijugador secuela de Darwinia y que fue publicado el 19 de septiembre de 2008. De momento sus ventas no les permitieron "vivir de las rentas" como con DEFCON. A pesar de ello, tuvo buena recepción entre la comunidad y los jugadores indie[¿quién?].
Darwinia y Multiwinia tuvieron sus respectivas versiones para Xbox 360 con la publicación de Darwinia+, que incluía ambos títulos y que apareció en Xbox Live Arcade el 10 de febrero de 2008.

## Retraso deSubversiony anuncio dePrison Architect
Tras la publicación de Multiwinia en 2008, Introversion anunció en diciembre del mismo año que había comenzado a desarrollar un juego titulado Subversion. e incluyó una serie de blog-posts sobre el desarrollo del mismo del que pudo verse una demostración en el evento World of Love en su edición de 2010. En octubre de 2011, tras 3 años de desarrollo, Subversion fue retrasado.
Coincidiendo con la publicación de juegos de Introversión games en Humble Indie Bundle y de demostraciones técnicas de diferente material de Subversion, se anuncia su nuevo juego :Prison Architect y se anima a la búsqueda de información oculta sobre el juego incluida en las demostraciones técnicas.

## Historial económico
Tras unos comienzos más bien precarios, Introversion alcanzó el éxito de crítica y comercial (relativamente hablando) con la publicación de  Uplink. El equipo se dejó ver en el E3 2002 'fundiéndose £10.000 en una semana en lanchas y coches deportivos', de lo cual se arrepintieron pronto tras comprobar como sus ingresos decrecían progresivamente puesto que 'en la industria de los videojuegos, obtienes el 75% de tus ingresos totales del producto durante los 6 primeros meses'. Aproximadamente en las navidades de 2002, el por aquel entonces editor Strategy First, había dejado de pagar por los derechos de Uplink (y fueron declarados posteriormente en Propuesta al Consumidor AKA Capítulo 13 Declaración de Bancarrota, y fueron recomprados por Silverstar Holdings a comienzos del año 2005). A pesar de disponer de flujo de caja proveniente de las ventas directas, Introversion se quedó sin fondos a mediados de 2003. La compañía permaneció al borde de la bancarrota mientras el equipo se desprendía de sus bienes más preciados (como su segundo proyecto Darwinia -.
) con la esperanza de poder obtener fondos.
Darwinia fue publicado en marzo de 2005 y, a pesar de un memorable fin de semana de lanzamiento y de haber recibido críticas soberbias[cita requerida], las ventas se mantuvieron a un nivel demasiado bajo como para poder mantener la compañía. Durante 6 meses y hasta Noviembre, los desarrolladores tuvieron que solicitar ayudas al Gobierno de Reino Unido para poder subsistir, mes en el que contactaron con Valve Corporation 'por un capricho' con el fin de alcanzar un acuerdo de distribución digital en su plataforma Steam. Valve respondió de manera entusiasta y, con el lanzamiento de su título en línea el 14 de diciembre de 2005, las ventas en formato digital (que permitían acercar el juego a un público nuevo y global) lograron que la compañía pudiera llegar a publicar su tercer título, DEFCON.
El 15 de septiembre de 2006, fecha en la que los consumidores podían realizar la reserva del título DEFCON , Introversion se gastó sus últimos £1500. Sorprendentemente, el juego 'consiguió bastante más de lo que [ellos] hubieran imaginado' y les aportó fondos durante al menos los 12 meses posteriores. Tras lograr una cierta estabilidad financiera, la compañía motivó su éxito sobre todo a Valve: 'Steam ha hecho de Introversion un éxito comercial', Tom Arundel.
Los juegos de Introversion fueron incluidos en Humble Indie Bundle en noviembre de 2011.  "Humble Introversion Bundle" vendió 190.261 copias y generó $779.026,33. Introversion utiliza actualmente el dinero recaudado para continuar con el desarrollo de su próximo título Prison Architect.

## Videojuegos
- Uplink (2001)
- Darwinia (2005)
- DEFCON (2006)
- Multiwinia (2008)[10][11]
- Darwinia+ (2010)[12]
- Subversion (cancelado[13])[2]
- Chronometer (TBA)[14]
- Prison Architect (2013 y en desarrollo)